# Tarnówka
Tarnówka (in tedesco Tarnowke) è un comune rurale polacco del distretto di Złotów, nel voivodato della Grande Polonia.
Ricopre una superficie di 132,23 km² e nel 2004 contava 3 071 abitanti.